# 家族になろう（よ）
『家族になろう（よ）』（かぞくになろう）は、2012年4月13日から9月7日まで毎週金曜日の19:57 - 20:54（JST）にテレビ東京系列で放送されたバラエティ番組。公式サイトなどでは、「独身芸能人教育バラエティ」と銘打っていた。

## 概要
前番組『ちょこっとイイコト 〜岡村ほんこん♥しあわせプロジェクト〜』（以下『ちょこっとイイコト』と略記）のコンセプトを継承したロケバラエティ番組。同番組からは、パーソナリティの岡村隆史（ナインティナイン）とほんこん（130R）をはじめ、一部のレギュラー出演者が続投している。初回は「2時間スペシャル」として、放送枠を19:00 - 20:48に拡大。その一方で、『ちょこっとイイコト』時代と同じく、特別編成などで2～3週間にわたって放送を休止することもあった。
当番組では、「一泊家族宿」や「芸能人ベビークラブ」など、「家族」というテーマにまつわるロケ企画を中心に構成。いずれの企画でも、岡村をはじめとする独身芸能人が、“強く生きる日本の家族”から、家族や結婚のあり方、夫婦生活や育児の秘訣、幸せな人生の送り方などを直々に学ぶことを主眼に置いている。他方、『ちょこっとイイコト』で放送されていた公開お見合い企画「岡村隆史の結婚プロジェクト」については、「芸能人結婚プロジェクト」として継続。プロジェクトの一環で、岡村以外の独身芸能人（後述）の公開お見合いを実施した。
放送では、『ちょこっとイイコト』と同じく、ロケ企画の合間にスタジオでのトークパートを挿入。スタジオセットには手を加えられているが、岡村・ほんこんとゲスト出演者が縁側に座りながらトークを展開するスタイルは変わっていない。また、「芸能人ベビークラブ」以外の企画では、視聴者からの参加や協力も募集。「一泊家族宿」などの企画では、東京から遠く離れた地域や離島でもロケを実施するため、『ちょこっとイイコト』と同様に紀行番組の要素も見受けられる。しかし、2012年9月7日の「結婚ってこんなに素晴らしい!あきらめるな岡村隆史スペシャル」を最後に、放送を終了した。

### 番組タイトル
番組タイトルの『家族になろう（よ）』は、福山雅治が2011年に発表した楽曲「家族になろうよ」に因んでいる。福山自身も、同曲のタイトルを当番組の名称に使うことや、同曲を当番組のテーマソングに使うことを正式に承諾。初回の「2時間スペシャル」では、岡村が『福山雅治のオールナイトニッポンサタデースペシャル・魂のラジオ』（以下『魂ラジ』と略記、ニッポン放送などで2012年3月31日に生放送）への出演中に、福山から上記の承諾を得たシーンを放送した。また当番組では、岡村からの提案で福山が『魂ラジ』の放送中に毛筆でしたためた題字を、タイトルロゴに採用していた。

## 出演者

### メインパーソナリティ
- 岡村隆史（ナインティナイン）
- ほんこん（130R）
  - 「一泊家族宿」には毎回、1名の独身芸能人が週替わりで出演。「芸能人ベビークラブ」には、放送の時点で第1子を授かる予定（または授かったばかり）のタレントや家族が、VTRで登場していた。
  - スタジオでのトークパートには、『ちょこっとイイコト』時代と同じく、毎回2～3名のゲストを迎えた。ゲストの中には、山瀬まみ・つるの剛士・博多大吉・田中直樹（ココリコ）・ウド鈴木・あき竹城など、同番組で「芸能人サポーター」（レギュラー）を務めた著名人も含まれている。

## 主な放送内容
以下に記す放送日は、テレビ東京および後述の同時ネット局における放送日。

一泊家族宿
さまざまな事情で結婚に踏み切れない独身芸能人が、男女を問わず、番組で募集した日本各地の一般家庭の自宅を突然訪問。「家族」「結婚」「幸せ」についての考えを深めるきっかけとして、家事や仕事や育児を手伝いながら、家族と共に一泊二日の生活を送る。ちなみに、放送回によっては、岡村自ら1人で宿泊した模様を紹介することがある。
宿泊する独身芸能人には、宿泊ロケの前に、「結婚観」「家族への向き合い方」など40項目もの意識調査を実施。その結果を基に、「現在の問題点」を洗い出す。実際の放送でも、芸能人のプロフィールとともに、「現在の問題点」を字幕で紹介。宿泊中には、芸能人が宿泊先の夫婦から、結婚のきっかけや家族の良さを直々に訊く。夫婦との会話やロケ中の行動・独り言などで、知られざる一面が現れることもある。
番組では、独身芸能人の宿泊を歓迎する一般家庭を、公式サイトと郵便で募集。ただし、宿泊先に指定された家庭には、宿泊する芸能人の氏名を明かさないようにしている。また放送では、その家庭の日課や習慣を、「○○家の日常」として随時字幕で紹介している。
宿泊する芸能人については、「宿泊先の家族の情報を自分ですべて確かめる」というルールを定めているため、ロケに同行する芸能人に家族構成などの情報をあえて伝えていない。その一方で、エンディングの映像には、宿泊を終えた感想を直筆で記した「家族とは、○○」（○○には感想などが入る）というメッセージが表示される。
芸能人ベビークラブ
（放送開始時点で）20～30代の人気女性タレントによる懐妊・出産の発表が相次いだことを受けたミニドキュメント。初産を間近に控えたタレントが、不安を抱えながら、出産や初めての育児へ奮闘する姿に可能な限り密着する。
当番組の第1回放送では、2012年3月27日に藤本美貴（『ちょこっとイイコト』でも「芸能人サポーター」としてたびたび出演）が第1子（男児）を出産するまでの模様を、藤本の夫・庄司智春に焦点を当てながら紹介。以降の放送でも、エンディング付近で、庄司が映像を通じて第1子の成長や自らの育児経験を伝えている（藤本は声のみの出演）。
2012年7月20日には、山田花子が同年6月29日に第1子（男児）を出産するまでの370時間に密着したVTRを放送。庄司も、「芸能人ベビークラブ会員番号1番」との肩書で出演した。
当番組の最終回「結婚ってこんなに素晴らしい!あきらめるな岡村隆史スペシャル」には、藤本に加えて、当時第1子の出産を控えていたギャル曽根がスタジオに出演。また、藤本・山田の育児の近況を収めた映像を特別に放送した。
芸能人結婚プロジェクト
『ちょこっとイイコト』時代の「岡村隆史の結婚プロジェクト」を発展させた公開お見合い企画で、対象を（男女を問わず）岡村以外の独身芸能人にも拡大した。
当企画ではまず、結婚を本気で考えている独身芸能人が、スタジオで「結婚相手の条件」を自ら公表。その条件に見合うと思われるお見合い相手を、自薦・（本人が承諾したうえでの）他薦を問わず公式サイトなどで募集する。その後で、「岡村隆史の結婚プロジェクト」にも携わった「仲人軍団」（山田由美子・丸山和子・植草美幸）からの推薦と立ち会いの下に、真剣にお見合いへ臨む。なお当企画のみ、「岡村隆史の結婚プロジェクト」に続いて、松丸友紀（テレビ東京アナウンサー）が進行役を務めた。
2012年5月19日の放送からは、当企画の第1弾として、「椿鬼奴の結婚プロジェクト」を開始。同月25日の放送からは、前述のプロジェクトと並行しながら、55歳のベテラン俳優・村松利史の結婚プロジェクトも始めた。椿・村松とも、公開お見合いで意気投合した相手とのデートにまで漕ぎ着けたが、その後の進展はなかった。
最終回の「結婚ってこんなに素晴らしい!あきらめるな岡村隆史スペシャル」では、村松をスタジオに迎えた上で、村松によるデートの映像から「結婚出来ないダメポイント」を検証する「反面教師・村松利史に学ぼう」を放送。さらに、岡村のファンであることを公言する南條有香と岡村がスタジオでお見合いを試みたが、成立には至らなかった。
ただし実際には、以上の企画を毎回放送するとは限らない。放送回によっては、芸能人の家族に因んだ単発の企画を放送することもある（詳細は#放送リストを参照）。

## スタッフ
◎は『ちょこっとイイコト』の放送末期から続けて担当

- ナレーター：三ツ矢雄二（「一泊家族宿」）、TARAKO（「芸能人ベビークラブ」）◎
- 構成：塩野智章◎、北本かつら◎、榊暁彦◎、大塚博信◎、寺田智和◎、ビル坂恵◎、田中到
- 技術：近藤剛史◎
- カメラ：野瀬一成◎
- ENG：久保告一
- VE：大崎雅典
- 音声：臼本泰一◎
- 照明：古川雅士◎
- 技術協力：麻布プラザ◎、スウィッシュジャパン◎、mabu◎
- 美術：小越敏彦
- 美術進行：仙田拓也◎
- デザイン：三重野基◎
- 大道具：土田恵祐◎
- 小道具：舘直樹◎
- 美術協力：テレビ東京アート◎
- CG：小室泰樹
- 編集：曽根隼一◎
- MA：熊井明子◎
- 音効：竹内陽◎、高橋健人◎
- 番宣：外池由美◎
- 企画推進：日枝広道◎（電通）
- リサーチ：スコープ◎、ブリード
- 制作進行：須ノ内友恵◎
- AD：徳永雄治◎
- AP：遠藤充子◎、杤竜也◎
- ディレクター：松本真◎（『ちょこっとイイコト』時代は演出担当）、田川裕也◎、高橋敬治◎、鈴木顕尚◎、鈴木拓也◎、福本俊二、西村啓志◎、岩下裕一郎◎（『ちょこっとイイコト』時代はAD）
- 演出：濱谷晃一
- 総合演出：堤本幸男◎
- プロデューサー：伊藤隆行（テレビ東京）◎、今滝陽介◎（バックアップメディア）、宮本稔久◎(よしもとクリエイティブ・エージェンシー)、村上徹夫 (テレビ東京)
- 協力：BEEPS◎
- 制作協力：吉本興業◎、バックアップメディア◎
- 製作著作：テレビ東京◎

## 放送局
| 放送対象地域   | 放送局         | 系列           | 放送日時           | 遅れ       |
| -------------- | -------------- | -------------- | ------------------ | ---------- |
| 関東広域圏     | テレビ東京     | テレビ東京系列 | 金曜 19:57 - 20:54 | 制作局     |
| 北海道         | テレビ北海道   | テレビ東京系列 | 金曜 19:57 - 20:54 | 同時ネット |
| 愛知県         | テレビ愛知     | テレビ東京系列 | 金曜 19:57 - 20:54 | 同時ネット |
| 大阪府         | テレビ大阪     | テレビ東京系列 | 金曜 19:57 - 20:54 | 同時ネット |
| 岡山県・香川県 | テレビせとうち | テレビ東京系列 | 金曜 19:57 - 20:54 | 同時ネット |
| 福岡県         | TVQ九州放送    | テレビ東京系列 | 金曜 19:57 - 20:54 | 同時ネット |
| 滋賀県         | びわ湖放送     | 独立局         | 金曜 19:57 - 20:54 | 同時ネット |
| 奈良県         | 奈良テレビ     | 独立局         | 金曜 19:57 - 20:54 | 同時ネット |
| 和歌山県       | テレビ和歌山   | 独立局         | 土曜 21:00 - 21:56 | 遅れネット |
| 秋田県         | 秋田放送       | 日本テレビ系列 | 土曜 13:00 - 13:55 | 遅れネット |
| 岩手県         | テレビ岩手     | 日本テレビ系列 | 日曜 12:35 - 13:30 | 遅れネット |
| 福島県         | 福島中央テレビ | 日本テレビ系列 | 土曜 13:30 - 14:30 | 遅れネット |
| 長野県         | テレビ信州     | 日本テレビ系列 | 日曜 16:25 - 17:25 | 遅れネット |
| 山口県         | 山口放送       | 日本テレビ系列 | 火曜 9:30 - 10:25  | 遅れネット |
| 山形県         | テレビユー山形 | TBS系列        | 土曜 12:00 - 12:54 | 遅れネット |
| 新潟県         | 新潟放送       | TBS系列        | 土曜 9:25 - 10:18  | 遅れネット |
| 鳥取県・島根県 | 山陰放送       | TBS系列        | 金曜 10:30 - 11:25 | 遅れネット |
| 愛媛県         | あいテレビ     | TBS系列        | 土曜 11:59 - 12:54 | 遅れネット |
| 熊本県         | 熊本放送       | TBS系列        | 日曜 13:30 - 14:30 | 遅れネット |
| 大分県         | 大分放送       | TBS系列        | 土曜 13:00 - 14:00 | 遅れネット |
| 宮崎県         | 宮崎放送       | TBS系列        | 土曜 13:00 - 13:54 | 遅れネット |
| 宮城県         | 仙台放送       | フジテレビ系列 | 日曜 13:56 - 14:53 | 遅れネット |
| 富山県         | 富山テレビ     | フジテレビ系列 | 月曜 24:45 - 25:45 | 遅れネット |
| 石川県         | 石川テレビ     | フジテレビ系列 | 土曜 12:00 - 12:56 | 遅れネット |
| 福井県         | 福井テレビ     | フジテレビ系列 | 土曜 12:00 - 12:55 | 遅れネット |
| 鹿児島県       | 鹿児島テレビ   | フジテレビ系列 | 土曜 15:30 - 16:25 | 遅れネット |
| 広島県         | テレビ新広島   | フジテレビ系列 | 日曜 12:00 - 13:00 | 遅れネット |
| 長崎県         | 長崎文化放送   | テレビ朝日系列 | 土曜 13:00 - 14:00 | 遅れネット |
| 沖縄県         | 琉球朝日放送   | テレビ朝日系列 | 土曜 14:00 - 14:55 | 遅れネット |

### 過去のネット局
| 放送対象地域 | 放送局         | 系列           | 放送日時           | 放送終了日    |
| ------------ | -------------- | -------------- | ------------------ | ------------- |
| 静岡県       | 静岡朝日テレビ | テレビ朝日系列 | 火曜 24:50 - 25:50 | 2012年9月25日 |

## テーマソング
- オープニングテーマ：福山雅治「家族になろうよ」
- エンディングテーマ：
  - NEADHEAD feat.hiroko from mihimaru GT 「Tomorrow」（2012年4月13日～6月15日）
  - RYO the SKYWALKER「WONDERFUL LIFE」（2012年7月6日～9月7日）